# Хаттфьелльдал
Хаттфьелльдал (южносаам. Aarborte, норв. Hattfjelldal) — коммуна в фюльке Нурланн в Норвегии. Является частью исторического региона Хельгеланд. Административный центр коммуны — деревня Хаттфьелльдал. Был отделен от коммуны Вефсн в 1862 году.
Хаттфьелльдал является одной из четырёх коммун Норвегии, вовлечённых в Terra Securities scandal.

## Общая информация

### Название
Коммуна (первоначально приход) была названа в честь старой фермы Hattfjelldalen (в 1723 году называлась Hatfieldalen), поскольку там была построена первая церковь. Первая часть названия — название горы Hattfjellet, окончание — слово dal, означающее «долина». Значение названия горы Hattfjellet — «гора-шляпа» (гора по форме напоминает шляпу).

### Герб
Герб коммуны был принят 24 октября 1986 года. На нём в стилизованной форме изображена гора Хаттфьеллет.

## География
Озеро Рёссватн — озеро и водохранилище, частичное расположенное в коммуне Хаттфьелльдал; у озера жили люди со времён каменного века. Площадь водной поверхности озера 219 км², и оно является вторым по величине озером в Норвегии. Национальный парк Бёргефьель частично расположен в южной части коммуны. Здесь находятся несколько заповедников, например, Варнвассдален с разнообразным рельефом местности и первобытным лесом, в котором растут сосны, берёзы и немного елей.